# Lluís Massot i Balaguer
Lluís Massot i Balaguer (Figueres, Alt Empordà 1890 - Roma 1962) fou un advocat i polític català, diputat a Corts Espanyoles durant la Segona República.

## Biografia
De jove dirigí les publicacions Cultura Escolar i Butlletí de Catalunya, fou assessor del CADCI i membre de la Unió Catalanista. El 1916 formà part del Comitè de Germanor amb els Voluntaris Catalans amb Joan Soler i Pla. També milità en la Lliga Regionalista i fou regidor de l'Ajuntament de Barcelona, però, decebut pel gir dels esdeveniments durant la Dictadura de Miguel Primo de Rivera, abandonà la Lliga i s'afilià a Acció Catalana.
En proclamar-se la Segona República Espanyola deixà el partit i tornà a la Lliga Catalana, amb la que fou elegit diputat per Lleida a les eleccions generals espanyoles de 1933. També fou dirigent de la Lliga Espiritual de la Mare de Déu de Montserrat i mantingué una gran amistat amb el cardenal Anselm Albarera i Ramoneda.